# 1,1,2-トリクロロエタン
1,1,2-トリクロロエタン（英語: 1,1,2-trichloroethane）は、分子式が C
2H
3Cl
3 、構造式が CH
2Cl—CHCl
2 の有機塩素化合物である。無色の、甘い香りを持つ液体である。水には溶けず、有機溶媒と混和する。1,1,2-TCA、三塩化ビニルとも呼ばれる。有機溶媒、あるいは1,1-ジクロロエタン合成の中間体として使われる。

## 毒性
中枢神経抑制剤であり、上記を吸入すると眩暈、傾眠、頭痛、吐き気、意識喪失といった症状があらわれる。